# Easton Corbin
Pour les articles homonymes, voir Corbin.
Easton Corbin est un chanteur américain de musique country, né le 12 avril 1982 à Trenton, en Floride. Il signe en 2009 chez Mercury Records Nashville et sort son premier single, A Little More Country Than That, extrait de son premier album Easton Corbin, sorti en mars 2010. La chanson atteint la première place au Billboard Hot Country Songs en avril 2010. Son second single, Roll with It, atteindra également cette première place dans le classement country.

## Biographie
Easton Corbin est né dans le comté de Gilchrist, en Floride. Il grandit dans la ferme de ses grands-parents à la suite du divorce de ses parents. Là, il découvre la musique country grâce notamment aux programmes télévisés musicaux comme Hee Haw. Il apprend à jouer de la guitare auprès de Pee Wee Melton à l'âge de 14 ans puis rejoint un groupe avec lequel il va faire la première partie d'un festival de musique et de quelques artistes country.
Corbin a ensuite fréquenté l'University of Florida's College of Agricultural and Life Sciences et a obtenu un diplôme dans l'agro-industrie, avant de se marier avec Briann, le 2 septembre 2006. Ensemble, ils déménagent à Nashville le 14 octobre 2006, où il a travaille pour Ace Hardware. Un lointain cousin, qui proche du milieu artistique, recommande Corbin aux contacts de Nashville. Joe Fisher, directeur de A&R à Universal Music Group Nashville, signe Corbin sous le label Mercury Nashville en 2009. Il sort son premier single, A Little More Country Than That en juillet de la même année. Le label publie un extended play homonyme à son premier single, composé de quatre titres en août 2009. Le single entre au Top 40 du Billboard Hot Country Songs. L'album Easton Corbin sort en mars 2010 sous la production de Carson Chamberlain. L'album se vend à plus de 43 000 copies au cours de sa première semaine.
A Little More Country Than That gagne la première place du classement country le 3 avril 2010,.
Le second single Roll with It sort et se classe également à la première place en octobre 2010. Le troisième single de l'album ; I Can't Love You Back est sorti le 8 novembre 2010.

## Discographie

### Albums studio
| Année | Détails                                                                           | Meilleurest positions | Meilleurest positions |
| Année | Détails                                                                           | US Country            | US                    |
| ----- | --------------------------------------------------------------------------------- | --------------------- | --------------------- |
| 2010  | Easton Corbin - Date de sortie : 2 mars 2010 - Label: Mercury Nashville           | 4                     | 10                    |
| 2012  | All Over the Road - Date de sortie : 18 septembre 2012 - Label: Mercury Nashville | -                     | -                     |

### Extended plays
| Année | Détails                                                                                    | Meilleures positions | Meilleures positions |
| Année | Détails                                                                                    | US Country           | US Heat              |
| ----- | ------------------------------------------------------------------------------------------ | -------------------- | -------------------- |
| 2009  | A Little More Country Than That - Date de sortie : 18 août 2009 - Label: Mercury Nashville | 44                   | 27                   |

### Singles
| Année | Single                          | Meilleures positions | Meilleures positions | Meilleures positions | Album         |
| Année | Single                          | US Country           | US                   | CAN                  | Album         |
| ----- | ------------------------------- | -------------------- | -------------------- | -------------------- | ------------- |
| 2009  | A Little More Country Than That | 1                    | 42                   | 66                   | Easton Corbin |
| 2010  | Roll with It                    | 1                    | 55                   | 88                   | Easton Corbin |
| 2010  | I Can't Love You Back           | 21                   | 97                   |                      | Easton Corbin |

## Récompenses et propositions de récompenses
| Année | Association                     | Catégorie                                                                   | Résultat |
| ----- | ------------------------------- | --------------------------------------------------------------------------- | -------- |
| 2010  | CMT Music Awards                | USA Weekend Breakthrough Video de l'année - A Little More Country Than That | Proposé  |
| 2010  | Country Music Association       | Révélation de l'année                                                       | Proposé  |
| 2010  | Country Music Association       | Single de l'année - A Little More Country Than That                         | Proposé  |
| 2010  | American Country Awards         | New/Breakthrough artiste de l'année                                         | Gagnant  |
| 2010  | American Country Awards         | Single de l'année - A Little More Country Than That                         | Proposé  |
| 2010  | American Country Awards         | Single par un chanteur - A Little More Country Than That                    | Proposé  |
| 2010  | American Country Awards         | Single d'une révélation de l'année - A Little More Country Than That        | Gagnant  |
| 2010  | American Country Awards         | Clip vidéo de l'année - A Little More Country Than That                     | Proposé  |
| 2010  | American Country Awards         | Clip vidéo d'un artiste masculin - A Little More Country Than That          | Proposé  |
| 2010  | American Country Awards         | Clip vidéo par une révélation de l'année - A Little More Country Than That  | Gagnant  |
| 2011  | Academy of Country Music Awards | Meilleur chanteur                                                           | Proposé  |